# Diego Febbraro
Diego Febbraro (Tivoli, 13 agosto 1960) è un regista italiano.

## Biografia
Nel 1989 dirige il suo primo lungometraggio, di genere cappa e spada, che però non trova distribuzione nelle sale cinematografiche. In effetti, viene considerata la sua opera prima il film Agniezska (Sola), del 1992, che vince il 46º Festival Internazionale del Cinema di Salerno: si tratta di un film dai toni neorealisti, forte nei contenuti, attualmente drammatico nell'evidenziare la storia narrata ed è interpretato da Elena Fabrizi, Monica Guerritore e Leo Gullotta. Nel 1998 fonda la sua casa cinematografica, la Dieffe srl che da questo momento in poi, produrrà tutti i suoi film.
Nel 2000, gira la commedia all'italiana Una milanese a Roma con Nino Manfredi, Anna Longhi e Nadia Rinaldi, film che vinse il Festival Comicittà di Frosinone e il premio del pubblico al Festival del Cinema di Mosca. Proprio per la caratteristica dell'opera, gli vengono conferiti il Premio Nanny Loy con la seguente motivazione: Quale ultimo autore della commedia all'italiana ed il Premio Fausto Tozzi con la medesima motivazione.
Nel 2003 dirige il lungometraggio per il cinema intitolato Per giusto omicidio, un giallo interpretato da Marco Bonini, Franco Oppini, Barbara D'Urso e Fabio Fulco, questo film viene proiettato nell'ambito della rassegna Capri-Hollywood. Nel 2007 completa la sceneggiatura del film L’anno mille, un fantasy interpretato da Giada Desideri, Marco Bonini e Franco Oppini. Nel 2008 gira L'anno mille, che esce nello stesso anno ed ha un buon successo di pubblico nelle sale: la pellicola è stata accolta molto bene anche dalla critica e dai numerosi giornalisti che si sono interessati.

## Filmografia

### Regista
- Agnieszka (Sola) (1992)
- Una milanese a Roma (2001)
- Per giusto omicidio (2004)
- L'anno mille (2008)